# Servio Sulpicio Galba (console 144 a.C.)
Servio Sulpicio Galba  (in latino Servius Sulpicius Galba; Terracina, 190 a.C. – 135 a.C.) è stato un politico e militare romano, console nel 144 a.C..

## Biografia

### Primi incarichi
Galba nacque nel 190 a.C. da una famiglia aristocratica romana.
Nel 167 a.C. era tribuno militare sotto il proconsole Lucio Emilio Paolo Macedonico, vincitore della battaglia di Pidna l'anno precedente, in Macedonia. Fu ostile al suo comandante e si oppose apertamente, ma inutilmente, al suo trionfo dopo il ritorno a Roma.

### Pretore in Spagna

La Spagna romana

Nel 151 a.C. fu nominato pretore della provincia romana della Spagna Ulteriore, nella quale era in corso la guerra per la sottomissione dei Lusitani. Al suo arrivo, dopo una marcia di 90 km, mise in fuga i Lusitani e li inseguì; per la stanchezza dell'esercito l'inseguimento fu tuttavia inefficace e i Lusitani tornarono indietro uccidendo 7.000 legionari. Galba con la sua cavalleria fu costretto a rifugiarsi nella città di Carmo, dove raccolse una forza di 20.000 uomini tra gli alleati, e svernò quindi nell'accampamento di Conistorgis.
Nella primavera del 150 a.C. Galba attaccò i Lusitani devastandone il territorio, come faceva dal lato opposto anche il console Lucio Licinio Lucullo. I Lusitani gli inviarono un'ambasceria chiedendo di rinnovare l'accordo già stipulato con il suo predecessore, Marco Attilio, sebbene non lo avessero rispettato. Galba si mostrò favorevole, mostrando di attribuire la causa della rottura alla povertà del suolo che li costringeva alle ruberie e ad agire ostilmente e proponendo di donare loro terre più ricche in cambio della fedeltà a Roma. I Lusitani abbandonarono dunque i propri territori e furono da lui suddivisi in tre grandi gruppi, che fece accampare in tre luoghi distinti in attesa dell'assegnazione delle terre promesse. Si recò poi separatamente presso ciascun gruppo richiedendo la deposizione delle armi in segno di amicizia e avendola ottenuta li fece circondare dai propri soldati che li massacrarono o li presero prigionieri per venderli come schiavi. Tra i pochi Lusitani sfuggiti alla strage ci fu Viriato, che negli anni seguenti si mise a capo della rivolta antiromana. Appiano, che racconta questo episodio nel suo resoconto della conquista romana della Spagna, esprime un giudizio fortemente negativo del personaggio, accusato di aver trattenuto per sé la maggior parte del bottino e di ricorrere alla menzogna e allo spergiuro per aumentare le proprie già cospicue ricchezze; Appiano sostiene anche che sebbene odiato da molti, sarebbe sempre sfuggito al castigo proprio grazie alla sua fortuna.

### Ritorno a Roma e consolato
Al suo ritorno a Roma l'anno successivo (149 a.C.) il tribuno della plebe Lucio Scribonio Libone propose una legge per il riscatto dei Lusitani venduti come schiavi e un'accusa contro Galba per il massacro. L'anziano Catone sostenne l'accusa nel comizio, ma Galba, che era un ottimo oratore, riuscì ad essere assolto commuovendo la folla, avendo mostrando il suo giovane figlio ed il figlio orfano di un parente. La Lex Calpurnia, che permetteva di multare i governatori per concussione o furti, non sortì alcun effetto su Galba, che non era estraneo ad episodi del genere.
Nel 144 a.C., nonostante la non immacolata fama, venne eletto console assieme a Lucio Aurelio Cotta. I consoli, tuttavia, entrarono presto in disaccordo dal momento che rivendicavano entrambi la guida della campagna contro i Lusitani guidati da Viriato e l'incarico venne affidato a Quinto Fabio Massimo Emiliano.
Galba morì nel 135 a.C.
Secondo Svetonio e Cicerone, Servio Sulpicio Galba fu il più grande oratore del suo tempo.